# FC-AL
FC-AL (англ. Fibre Channel Arbitrated Loop — кольцо волоконно-оптического канала с арбитражем, ещё называют управляемая петля) — топология высокоскоростного интерфейса передачи данных, используемый для взаимодействия рабочих станций, мейнфреймов, суперкомпьютеров и систем хранения данных, построенное на базе волоконного канала.
Данная технология может использоваться для создания NAS на базе решений устройств хранения данных с применением волоконного канала.
Резервируемые (англ. redundant) конфигурации составляются из двух или четырёх колец
Порты устройств могут быть подключены напрямую друг к другу (point-to-point), быть включены в управляемую петлю (arbitrated loop) или в коммутируемую сеть, называемую фабрикой (англ. fabric).

Эта топология используется концентраторами арбитрируемых петель (также предлагаемых компанией HP, но не описываемыми в данной публикации) для подключения множественных устройств нодов портов петель (Порты NL_) в конфигурациях FC-AL петель или хабов, без преимуществ от создания мультипереключающихся фабрик. Поддерживаются следующие режимы работы:
- режим переключенная — топология обеспечивает единственное логическое соединение между двумя устройствами NL_Порт. Концентратор динамически конфигурирует различные логические пути передачи, и во всех случаях, соединенные NL_Порты имеют доступ к 100% из доступной пропускной способности;
- режим совместного использования — соединяет множественные NL_Порты в конфигурацию с хабом (или звезда) без преимуществ от создания переключающихся фабрик. Концентратор поддерживает соединение вплоть до 125 арбитрируемых в петли устройств и каскадированных хабов.

Оригинальный текст (англ.)Arbitrated loop — This topology uses arbitrated loop switches (offered by HP but not described in this publication) to connect multiple device node loop ports (NL_Ports) in an FC-AL or hub configuration without benefit of a multiswitch fabric. The following modes of operation are supported:
- Switched mode topology provides a single, logical connection between two device NL_Ports. The switch dynamically configures different logical transmission paths, and in all cases, connected NL_Ports have access to 100% of the available bandwidth.
- Shared mode arbitrated loop topology connects multiple device NL_Ports in a hub (or star) configuration without benefit of a switched fabric. The switch supports connection of up to 125 arbitrated loop devices and cascaded hubs.

— «SAN High Availability Planning Guide. SAN High Availability Planning Guide. Third Edition (June 2003)» (англ.)